# Thieu Sijbers
Thieu Sijbers (Nijnsel, 20 december 1924 - Eindhoven, 11 september 1998) was een cabaretier en vertolker van het Brabantse lied. Hij rondde de HBS-opleiding af en werd leraar lichamelijke opvoeding en Nederlands. Daarnaast trad hij vanaf de jaren veertig regelmatig op met cabaret en liedjes. Vanaf eind jaren zeventig was hij een van de voortrekkers van opleving van muziek in de Brabantse streektaal.

## Selectieve discografie
- 1981 - Speulenderwijs (met dommelvolk)
- 1983 - Geworteld in 't zand
- 1993 - Goandeweg...dichterbij

- Digitale Bibliotheek voor de Nederlandse Letteren: sijb009
- International Standard Name Identifier: 0000 0003 9699 075X
- MusicBrainz: dfabeee9-c5e2-4eb3-9897-2e125cd06d52
- Nederlandse Thesaurus van Auteursnamen: 071280618
- Virtual International Authority File: 292067993
- WorldCat: E39PBJcGp3r6JMMPTXcbyvXrv3